# Mistrzostwa Azji w Biegach Przełajowych 2012
11. Mistrzostwa Azji w Biegach Przełajowych – zawody lekkoatletyczne w przełajach, które odbyły się 24 marca 2012 w chińskim mieście Qingzhen.

## Rezultaty

### Seniorzy
| Konkurencja:           | Złoto          | Wynik | Srebro         | Wynik | Brąz           | Wynik |
| Bieg na 12 km mężczyzn | Alemu Bekele   | 35:33 | Dejene Regassa | 35:39 | Bilisuma Shume | 35:41 |
| Bieg na 8 km kobiet    | Shitaye Eshete | 26:14 | Tejitu Daba    | 26:50 | Genzebe Shami  | 26:59 |

### Juniorzy
| Konkurencja:          | Złoto         | Wynik | Srebro         | Wynik | Brąz               | Wynik |
| Bieg na 8 km mężczyzn | Shota Baba    | 25:07 | Kodai Yamamoto | 25:10 | Takamasa Machisawa | 25:10 |
| Bieg na 6 km kobiet   | Miyuki Uehara | 20:26 | Shiori Yano    | 20:29 | Momoko Akiyama     | 20:37 |